# شون دو مارس
شامب دو مارس (بالفرنسية: Champ-de-Mars، وتعني حرفياً حقل إله الحرب مارس) هي ساحة عامة خضراء، تقع بالحي السابع من مدينة باريس، في المساحة المحصورة بين برج إيفل والمدرسة العسكرية علي طول المحور الممتد جنوب-شرق / شمال-غرب. وتعتبر من أشهر الساحات في فرنسا؛ ليس فقط لما تعطيه من جمال بصري علي طول هذا المحور، ولكن أيضا نظرا لما شهدته من أحداث كثيرة منذ إنشاءها.

## نبذة تاريخية
«شامب دي مارس» لفظة فرنسية تعني حقول مارس، وقد سميت بهذا الاسم نسبه إلي مارس إله الحرب عند الرومان، حيث صممت في 1751 لتكون مجالا للتدريبات العسكرية، وذلك حسبما أوصي به كونت دي ارجنسون (بالفرنسية: Le conte d'Argenson) من أجل أن تكون الساحة مناسبة لاستقبال 10,000 من رجال الملك للتدرب علي فنون الحرب.

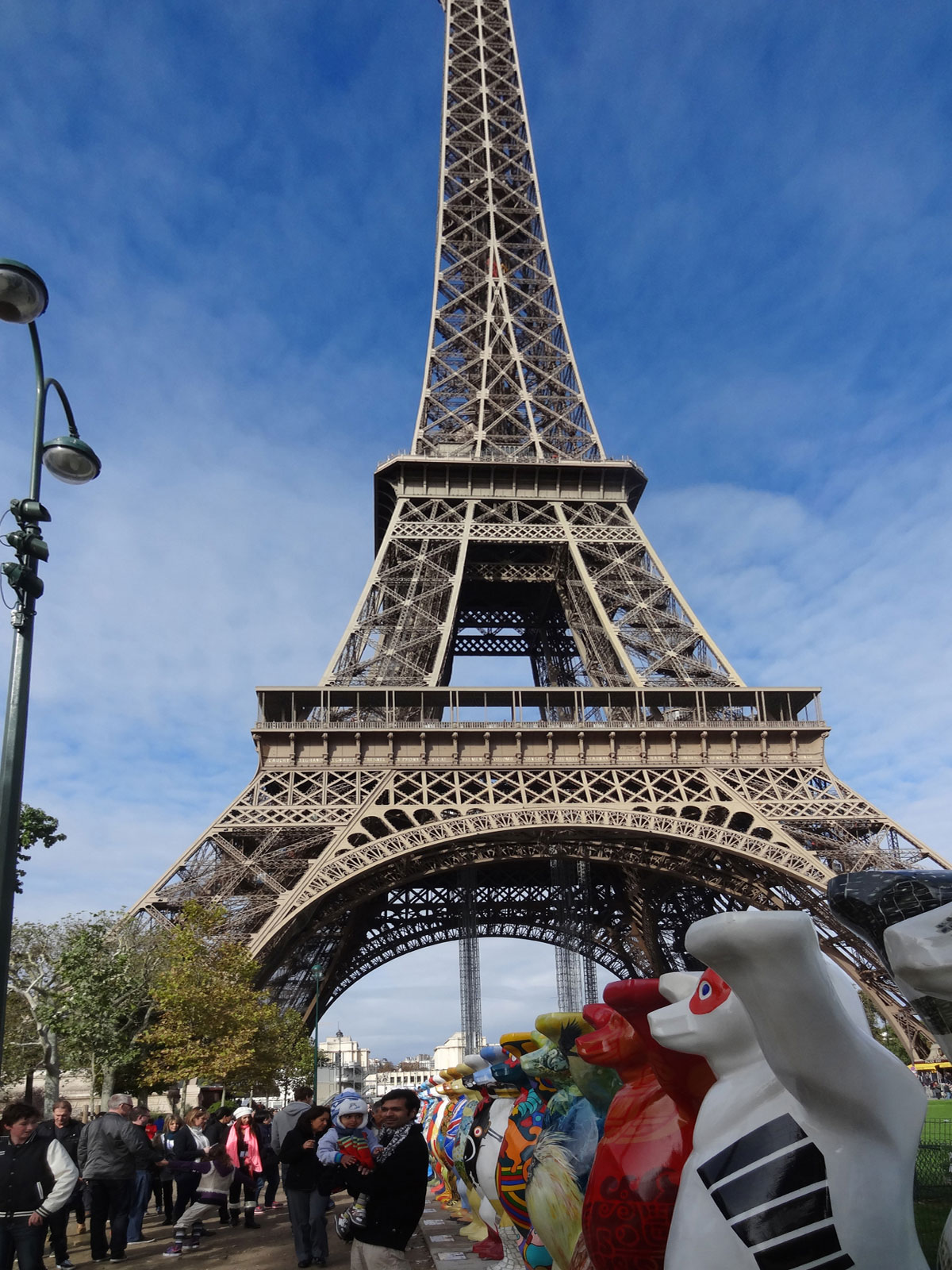
برج إيفل شامب دي مارس
الدببة الأصدقاء المتحدون 2012

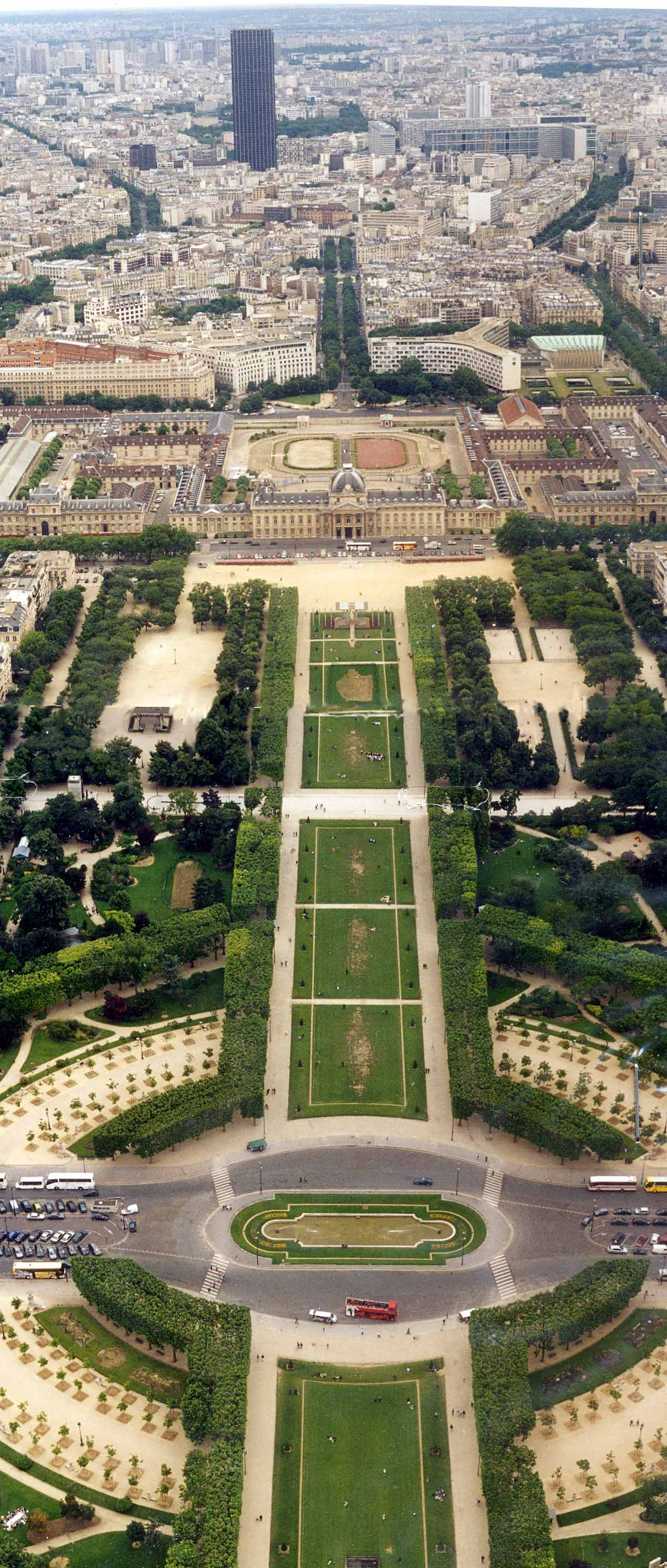
ساحة مارس كما تظهر في لقطة من أعلي برج إيفل من الجهة الجنوبية الغربية، ويظهر فيها المدرسة العسكرية في الثلث العلوي من الصورة.

وفي أثناء إنشاء المدرسة العسكرية (بالفرنسية: École Militaire) في 1766، قام المعماري جأبريل (بالفرنسية: جاك آنج جابرييل) بتعديل المساقط الخاصة بها، بحيث تفتح الواجهة الرئيسية للمدرسة علي الساحة وليس علي الجانب الآخر كما كان مخططا من قبل، مما ساهم في إضافة بعد بصري آخر لمدينة باريس.
كانت الساحة - منذ إنشائها - مسرحا لأحدات تاريخية عديدة أهمها الثورة الفرنسية؛ حيث شهدت الساحة احتفالات التحرير (بالفرنسية: Fête de la Fédération) في 14 يوليو 1790، والتي تم فيها الاحتفال رسميا بسقوط الملكية آنذاك.
وقد كانت الساحة مسرحا لمذبحة راح ضحيتها 50 شخصا؛ حيث قاموا بالتظاهر في 17 يوليو 1791 ضد خلع الملك لويس السادس عشر (بالفرنسية: Louis XVI)، فما كان من الجنود - بأمر من الماركيز لافاييت (بالفرنسية: Marquis de La Fayette) - إلا أن قاموا بفتح النار عليهم.
وفي 27 أغسطس 1783 شهدت الساحة أول محاولة للطيران ببالون، قام بها الأخوان تشارلز وروبرت مونتجولفير (بالإنجليزية: Charles and Robert Montgolfier). صحيح أن المحاولة لم يكتب لها النجاح في النهاية، لكن يكفي تجمع العديد من الناس بالرغم من المطر الذي كان منهمرا لرؤية مثل هذا الحدث الفريد آنذاك.
أما في آواخر القرن التاسع عشر وأوائل القرن العشرين، فقد شهدت الساحة جميع المعارض العالمية التي أقيمت في باريس في أعوام 1878، 1889، 1900 و1937 علي التوالي.

## أبعادها
تقدر أبعاد هذه الساحة بـ 220 متر طولا في 780 متر عرضا بمساحة 171,600 (كم2) أي ما يقرب من 41 فدان (40.85 فدانا بالضبط). وقد أضافت هذه الساحة بعدا جماليا لمدينة باريس من خلال المحور البصري الممتد من برج إيفل إلي المدرسة العسكرية.